# Kahramanmaraş (provins)

Karta över Turkiet med Kahramanmaraş markerat.

Kahramanmaraş är en provins i den södra delen av Turkiet. Den har totalt 1 002 384 invånare (2000) och en area på 14 213 km². Provinshuvudstad är Kahramanmaraş.